# Григорис (Буниатян)
Архиепископ Григорис (в миру Григор Арамович Буниатян; 26 августа 1946, Вагаршапатском район, Армянская ССР — 7 марта 2015, Харьков, Украина) — епископ Армянской апостольской церкви, архиепископ Украинский.

## Биография
В 1960 года поступил в Эчмиадзинскую духовную семинарию Геворгян.
В 1965 году получил сан старшего диакона.
В 1966 году окончил Эчмиадзинскую духовную семинарию, после чего в течение года с 1966 по 1967 года проходил обучение в Московской духовной академии в Загорске.
В 1969 году назначен на службу в церкви святого Григория Просветителя в Орджоникидзе. В том же году рукоположен в иеромонаха и назначен духовным пастырем Ростова-на-Дону.
В 1971 году обучался в Лионском католическом университете и одновременно служил в Армянской Епархии Франции.
В 1973—1975 годы проходил срочную службу в рядах Советской Армии на территории Украинской ССР.
В 1975 году возведён в сан архимандрита.
В 1975—1979 годы обучался в Парижском католическом университете и служил настоятелем Армянского кафедрального собора в Париже.
В 1979—1980 годы — ректор Эчмиадзинской духовной семинарии.
В 1981 году назначен духовным пастырем армян Буэнос-Айреса.
В 1982 году определён главой Аргентинской Епархии Армянской Апостольской церкви. 26 октября 1983 года рукоположен в епископы.
В 1991 переведён управлять Ширакской епархией в Армении.
В 1992 году в Гюмри (Ленинакан) основал Шираксую духовную семинарию, в том же году получил сан архиепископа и назначен членом Высшего совета Армянской Апостольской церкви.
В 1999—2001 годы управлял Армавирской епархией в России.
В 2001 году определён правящим епископом Украинской Епархии Армянской Апостольской церкви.
Возглавлял богослужения во время похорон Сергея Нигояна, погибшего на Майдане 22 января 2014 года, в селе Березноватовцы Днепропетровской области.
Скончался 7 марта 2015 года в Харькове на 69 году жизни. Соболезнования в связи с кончиной архиепископа Григориса Буниатяна выразили президент Украины Петр Порошенко, премьер-министр Украины Арсений Яценюк, глава неканонического Киевского Патриархат Филарет (Денисенко) и глава УГКЦ Святослав (Шевчук).
Тело архиепископа было перевезено из Харькова в Армению 10 марта, а 11 марта он был похоронен на монастырском кладбище Первопрестольного Святого Эчмиадзина.